# حسين أباد (فلاورجان)
حسين أباد (بالفارسية: حسین‌آباد) هي قرية تقع في قسم ابريشم الريفي (مقاطعة فلاورجان) في إيران. يقدر عدد سكانها بـ 1,892 نسمة .